# Harald Kastrup
Harald Kastrup, född 8 december 1917 i Lund, död 25 december 2004 i Lund, var en svensk jurist som var lagman i Ronneby tingsrätt från 1971 till 1983.
Kastrup blev juris kandidat vid Lunds universitet 1942 och genomförde tingstjänstgöring 1942-1944 innan han 1945 blev extra fiskal vid Göta hovrätt. Han var tingsdomare 1955-1964 och blev hovrättsråd i Göta hovrätt 1964. Han var häradshövding i Västra Värends domsaga 1965-1970, och var lagman i Östra och Medelsta tingsrätt/Ronneby tingsrätt 1971-1983.
Kastrup var son till köpman Herman Kastrup och hans maka Alfrida, född Andersson. Han var från 1946 gift med Anna-Greta, född Hansson 1924.